# Клещевой паралич

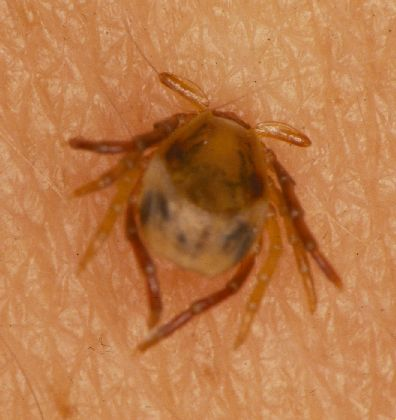
Ixodes holocyclus

Клещевой паралич (англ. Tick paralysis) — острое заболевание животных и человека, возникающее в результате отравления нейротоксином, выделяемым клещами во время их питания кровью носителя.

## Этиология
Клещевой паралич могут вызывать 43 вида клещей, представители родов Amblyomma, Rhipicephalus, Boophilus и Dermacentor.
Наиболее часто острый восходящий паралич двигательных мышц в результате длительного кровососания клещей регистрируется в Южной Америке и в Австралии.
Обычно болеют дети до 10 лет.

## Эпидемиология
За пределами Европы встречаются такие виды Ixodes, как Ixodes holocyclus в Австралии и Ixodes rubicundus в Южной Африке, вырабатывающие токсин, вызывающий клещевой паралич у людей и у животных. Полагают, что токсин вырабатывается слюнными железами клещей. Эта патология характеризуется острым восходящим двигательным параличом, который появляется через несколько дней после прикрепления клещей и может привести к летальному исходу, если не удалить паразитов (см. Иксодиоз).
Точная природа токсина неизвестна, но полагают, что он секретируется слюнными железами.

## Прогноз и профилактика
При своевременном удалении клеща относительно быстро может наступить выздоровление. Смертность может достигать 10—12 %, обычно из-за дыхательного паралича. Вакцина не разработана. Профилактика — защита от укусов клещей.